# Chile i olympiska vinterspelen 2010
Chile deltog med 3 deltagare vid de olympiska vinterspelen 2010 i Vancouver. Ingen av landets deltagare erövrade någon medalj.